# Félix Cuvellier
Félix Gustave Gillain Cuvellier (Humain, 11 april 1918 - Jemelle, 9 december 1989) was een Belgisch senator en burgemeester.

## Levensloop
Cuvellier was bediende bij de NMBS.
Als socialistisch militant sloot hij zich aan bij de PSB en begon aan een politieke carrière in Jemelle, waar hij in 1958 gemeenteraadslid werd en bijna onmiddellijk tot burgemeester werd benoemd. Hij bleef dit ambt uitoefenen tot aan de fusie van de gemeente met Rochefort in 1976.
Van 1958 tot 1978 zetelde Félix Cuvellier ook in de Senaat: van 1958 tot 1965, van 1968 tot 1971 en van 1977 tot 1978 als rechtstreeks gekozen senator voor het arrondissement Namen-Dinant-Philippeville, van 1965 tot 1968 als provinciaal senator voor Namen en van 1971 tot 1977 als gecoöpteerd senator. Door de toen bestaande dubbelmandaten zetelde hij van 1971 tot 1978 eveneens in de Cultuurraad voor de Franse Cultuurgemeenschap en van 1974 tot 1977 in de voorlopige Waalse Gewestraad. Bij de verkiezingen van 1978 stelde Cuvellier zich geen kandidaat meer, waarmee hij een punt zette achter zijn politieke carrière.